# Peterloo (film)
Pour plus de détails, voir Fiche technique et Distribution.
Peterloo est un film britannique réalisé par Mike Leigh, sorti en 2018. Le film est présenté en compétition pour le Lion d'or lors de la Mostra de Venise 2018.

## Synopsis
L'histoire du massacre de Peterloo survenue en 1819...

## Fiche technique
- Titre français : Peterloo
- Réalisation : Mike Leigh
- Scénario : Mike Leigh
- Photographie : Dick Pope
- Pays d'origine : Royaume-Uni
- Genre : Drame et historique
- Dates de sortie :
  - Italie : 1er septembre 2018 (Mostra de Venise 2018)
  - Royaume-Uni : 2 novembre 2018

## Distribution
- Rory Kinnear : Henry Hunt
- Alastair Mackenzie : John Byng (1er comte de Strafford)
- Leo Bill : John Tyas
- Nico Mirallegro : Tom
- Kieran O'Brien : Peter Wilkes
- Philip Martin Brown : Mill Owner